# فجه لورنز
فجه لورنز (انگلیسی: Fajah Lourens؛ زادهٔ ۳ ژوئیهٔ ۱۹۸۱) هنرپیشه، مدل، دی‌جی اهل پادشاهی هلند است.